# Carl Leonhard Müller von der Lühne

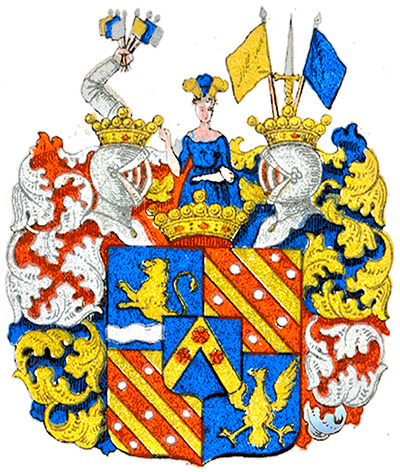
Freiherrliches Wappen Müller von der Lühne, (1693)

Carl Leonhard Müller von der Lühne (* 6. August 1643; † 12. Juli 1707 in Wintersdorf, Sachsen-Gotha-Altenburg) war ein schwedischer General, Kommandant von Stettin und Stellvertreter des Generalgouverneurs von Schwedisch-Pommern.

## Leben
Carl Leonhard Müller von der Lühne war einer von vier Söhnen des Obersten und späteren Generals Burchard Müller von der Lühne (1604–1670) und der Ilsabe Maria von Schmeling (1619–1666). Als Kornett in der Freikompanie seines Vaters nahm er 1659 an der Verteidigung von Greifswald gegen brandenburgische Truppen unter dem Kurfürsten Friedrich Wilhelm teil. 1661 wurde er Hofjunker bei König Karl XI. und Fähnrich der schwedischen Garde. 1664 wurde er zum Leutnant befördert. Als Rittmeister diente er 1668 im Jämtländischen Regiment und 1671 in der Schonischen Kavallerie. Danach ging er in französische und niederländische Kriegsdienste. 
1674 kehrte er in schwedische Dienste zurück und wurde zum Oberstleutnant  befördert. Als Gesandter in Hannover sollte er 1675 Johann Friedrich von Calenberg zur militärischen Zusammenarbeit mit Schweden bewegen, was jedoch nicht gelang. Während des Schwedisch-Brandenburgischen Krieges wurde er 1676 Kommandant von Greifswald und nahm an Kämpfen an der Swinemündung und der Verteidigung von Anklam teil. Nach der Kapitulation durfte er mit den schwedischen Soldaten nach Kalmar abziehen. Mit einem Brief König Karls XI. wurde er zum Befehlshaber Otto Wilhelm von Königsmarck nach Pommern zurückgeschickt. Im November desselben Jahres nahm er seinen Abschied vom Militärdienst.
1681 trat er wieder ins schwedische Militär ein, zuerst als Oberstleutnant einer selbst geworbenen Dragoner-Eskadron. Bald darauf wurde er Oberst eines eigenen geworbenen Infanterieregiments und Oberkommandant in Stade. 1683 war er Kommandant in Wismar. Während des Pfälzischen Erbfolgekrieges wurde er 1690 mit einer 3000 Mann starken schwedischen Hilfstruppe an den Rhein entsandt, die er 1691 und 1692 selbst befehligte.
1693 wurde er in den schwedischen Freiherrnstand erhoben und in den schwedischen Adel introduziert. Im selben Jahr wurde er Kommandant von Stettin. 1698 wurde er zum Generalmajor der Infanterie ernannt und 1705 zum Generalleutnant befördert. 1699 amtierte er zeitweilig als Generalgouverneur von Schwedisch-Pommern für Jürgen Mellin.
Carl Leonhard Müller von der Lühne starb 1707 während des Großen Nordischen Krieges bei der schwedischen Armee in Wintersdorf in Sachsen-Gotha-Altenburg. Er wurde in einem barocken Prunksarkophag im Erbbegräbnis der Familie Müller von der Lühne im Dom St. Nikolai in Greifswald beigesetzt.

## Besitz und Familie
Carl Leonhard Müller von der Lühne besaß das Gut Mellenthin mit Gothen auf Usedom. Er war Erbherr von Ludwigsburg und Neetzow in Vorpommern. 1693 kam er für 24.000 Taler in den Pfandbesitz des Gutes Westenbrügge in Mecklenburg, wo er außerdem Alt Karin und Danneborth besaß.
Mit Margareta von Bülow, einer Tochter des Vizegouverneurs Barthold Hartwig von Bülow und der Abela Sophia von Plessen, hatte er drei Söhne und drei Töchter.